# Afrikaspiele 2023/Triathlon
Bei den Afrikaspielen 2023 in der ghanaischen Hauptstadt Accra fanden am 15. März 2024 im Triathlon zwei Wettbewerbe statt. Austragungsort war der Borteyman-Sportkomplex.

## Bilanz

### Medaillenspiegel
| Platz  | Land      | Gold | Silber | Bronze | Gesamt |
| ------ | --------- | ---- | ------ | ------ | ------ |
| 1      | Südafrika | 2    | 1      | 1      | 4      |
| 2      | Marokko   | —    | 1      | —      | 1      |
| 3      | Algerien  | —    | —      | 1      | 1      |
| Gesamt | Gesamt    | 2    | 2      | 2      | 6      |

### Medaillengewinner
| Disziplin | Gold                | Silber          | Bronze         |
| --------- | ------------------- | --------------- | -------------- |
| Frauen    | Vicky van der Merwe | Shanae Williams | Mebarki Kahina |
| Männer    | Nicholas Quenet     | Badr Siwane     | Dylan Nortje   |